# خوان گرا (بازیکن فوتبال، زاده ۱۹۲۷)
خوان گِرا (اسپانیایی: Juan Guerra‎; ۱۳ آوریل ۱۹۲۷) بازیکن فوتبال اهل بولیوی بود.
وی همچنین در تیم ملی فوتبال بولیوی بازی کرده‌است.